# Peter Hunt
Peter Roger Hunt (11 de marzo de 1925, Londres, Inglaterra - 14 de agosto de 2002, California, EE. UU.) fue un montajista y director de cine británico.

## Carrera profesional
Comenzó su carrera cinematográfica en 1942 como claquetero en los Estudios Denham (Denham Film Studios), para después continuar su carrera como asistente de montaje, montajista, incluyendo 5 películas de la serie James Bond, asistente de director, llegando a dirigir su primera película en 1969, On Her Majesty's Secret Service. Continuó dirigiendo, mayormente películas para la televisión, hasta 1991. Su última película fue Eyes of a Witness.

## James Bond
- On Her Majesty's Secret Service (director)
- Sólo se vive dos veces (montaje)
- Operación Trueno (montaje)
- Goldfinger (montaje)
- Desde Rusia con amor (montaje)
- Dr. No (montaje)

## Montador de otras películas
- Night Games (1980)
- Arthur! Arthur! (1969)
- Sólo se vive dos veces (1967)
- Thunderball (1965)
- The Ipcress File (1965)
- Call Me Bwana (1963)
- H. M. S. Defiant (1962)
- The Greengage Summer (1961)
- On the Fiddle (1961)
- There Was a Crooked Man (1960)
- Sink the Bismarck! (1960)
- Ferry to Hong Kong (1959)
- Next to No Time (1958)
- A Cry from the Streets (1958)
- The Admirable Crichton (1957)
- Doublecross (1956)
- A Hill in Korea (1956)
- The Secret Tent (1956)
- Stranger from Venus (1954, TV)

## Director
- Eyes of a Witness (1991, TV)
- Assassination (1987)
- Hyper Sapien: People from Another Star (1986)
- Wild Geese II (1985)
- The Last Days of Pompeii (1984)
- Philip Marlowe, Private Eye (dos episodios, 1983, TV)
- Death Hunt (1981)
- The Beasts Are on the Streets (1978, TV)
- Gulliver's Travels (1977)
- Shout at the Devil (1976)
- Gold (1974)
- The Persuaders! (un episodio, 1971)
- Al servicio secreto de su majestad ( 1969 )